# おいしい葡萄の旅ライブ –at DOME & 日本武道館-
『おいしい葡萄の旅ライブ –at DOME & 日本武道館-』（おいしいぶどうのたびライブ -アット・ドームアンドにほんぶどうかん-）は、サザンオールスターズのライブ・ビデオ。2016年1月6日にDVDとBlu-rayで発売。発売元はタイシタレーベル / JVCケンウッド・ビクターエンタテインメント / SPEEDSTAR RECORDS。

## 背景
2015年4月から8月まで開催された「LIVE TOUR 2015 おいしい葡萄の旅」から、福岡 ヤフオク!ドーム・東京ドームを中心としたドーム公演と、追加公演として行った日本武道館を収録している。武道館公演は「コンサートツアー "歌う日本シリーズ 1992〜1993"」以来22年振りにツアーへ組み込まれたが、映像化は1982年の『武道館コンサート』まで遡る。また、今回武道館公演限定で披露されたビートルズの「HELP!」のカバーも収録されている。
ライブは2015年に発売された15作目のアルバム『葡萄』の収録曲を中心としたセットリストとなっている。

## リリース
リリース形態は、完全生産限定盤のBlu-rayとDVD、通常盤のBlu-rayとDVDの4種類あり、完全生産限定盤「“葡萄 完熟ギフト”BOX」の特典内容は、ドキュメント映像を収録したBonus Disc「Document Film -サザンオールスターズとおいしい葡萄の旅- & 旅 のMC集」（Blu-ray・DVD共通）や、他に「ドクダミ・スパーク -葡萄館-（貯金箱）」、「“葡萄” 完熟パズル」、ライブの写真が2016年カレンダー仕様のポスターになっている「おいしい葡萄の旅 スペシャルポスター」が付属となっている。また、小冊子表紙には山田兄弟製紙（福井県越前市の企業）の越前和紙が使われている。和紙が使われたことについてビクターの関係者は「サザンのメンバーは日本の文化を重んじており、今回のツアーグッズも和が一つのコンセプト。ぜひ伝統文化の和紙を使いたいと考えた」という。越前和紙を企画製造販売する杉原商店の杉原吉直社長は「越前には多くの奥深い技術があり、サザン作品への採用を契機に和紙を使ってみようという人がさらに出てくれるとうれしい」と話している。
完全生産限定盤封入のボーナスディスクではライブ会場の裏側の風景や、メンバーそれぞれの桑田との出会いやバンド活動でのエピソードを語る模様などが収録され、桑田とメンバーの信頼関係が垣間見えるものになっている。
アルバム『葡萄』と同様に、完全生産限定盤は発売日から売り切れの店舗が続出している。なお、完全生産限定盤であるため、増産はしない。
発売日は元々2015年12月29日であったが、本作の製作進行上の都合により2016年1月6日に変更された。

## プロモーション
2016年1月22日に自身のフェイスブックでフェイスブック開設記念とオリコン週間1位獲得記念して本ライブで披露された「バラ色の人生」の映像をSNS期間限定公開され、歌詞にある「みんなが集まる架空の広場（SNS）で このバラ色の人生を 分けてあげたいな」の一節にちなみ、SNSでライブ映像を公開した。

## 批評
演奏曲について、桑田佳祐は「昔は22曲であったが、15年くらい前に25曲になり、10年ぐらい前はいよいよ30曲を超えた」「ライブをやる度に演奏曲が増えていく」と語っている。なお、本作に収録されたライブは37曲演奏されている。

## ライブ

### スケジュール
| 公演日  | 開演  | 会場                                   | 主催                                          |
| ------- | ----- | -------------------------------------- | --------------------------------------------- |
| 2015年  |       |                                        |                                               |
| 4月11日 | 18:00 | 愛媛県武道館                           | デューク                                      |
| 4月12日 | 17:00 | 愛媛県武道館                           | デューク                                      |
| 4月18日 | 18:00 | 宮城セキスイハイムスーパーアリーナ     | G・I・P                                       |
| 4月19日 | 17:00 | 宮城セキスイハイムスーパーアリーナ     | G・I・P                                       |
| 4月25日 | 18:00 | 広島グリーンアリーナ                   | キャンディープロモーション                    |
| 4月26日 | 17:00 | 広島グリーンアリーナ                   | キャンディープロモーション                    |
| 5月02日 | 18:00 | 朱鷺メッセ・新潟コンベンションセンター | NST                                           |
| 5月03日 | 17:00 | 朱鷺メッセ・新潟コンベンションセンター | NST                                           |
| 5月16日 | 18:00 | 京セラドーム大阪                       | FM802 キョードーグループ                      |
| 5月17日 | 17:00 | 京セラドーム大阪                       | FM802 キョードーグループ                      |
| 5月23日 | 18:00 | 東京ドーム                             | キョードー横浜 TOKYO FM FMヨコハマ            |
| 5月24日 | 17:00 | 東京ドーム                             | キョードー横浜 TOKYO FM FMヨコハマ            |
| 5月26日 | 18:30 | 東京ドーム                             | キョードー横浜 TOKYO FM FMヨコハマ            |
| 6月06日 | 18:00 | 札幌ドーム                             | ウエス                                        |
| 6月07日 | 17:00 | 札幌ドーム                             | ウエス                                        |
| 6月13日 | 18:00 | ナゴヤドーム                           | 東海ラジオ放送 サンデーフォークプロモーション |
| 6月14日 | 17:00 | ナゴヤドーム                           | 東海ラジオ放送 サンデーフォークプロモーション |
| 7月04日 | 18:00 | 福岡 ヤフオク!ドーム                   | BEA TNCテレビ西日本 FM FUKUOKA cross fm       |
| 7月05日 | 17:00 | 福岡 ヤフオク!ドーム                   | BEA TNCテレビ西日本 FM FUKUOKA cross fm       |
| 7月19日 | 17:00 | 沖縄コンベンションセンター             | 沖縄テレビ PM AGENCY                          |
| 7月20日 | 17:00 | 沖縄コンベンションセンター             | 沖縄テレビ PM AGENCY                          |
| 8月17日 | 18:00 | 日本武道館（追加公演）                 | キョードー横浜                                |
| 8月18日 | 18:00 | 日本武道館（追加公演）                 | キョードー横浜                                |

### エピソード

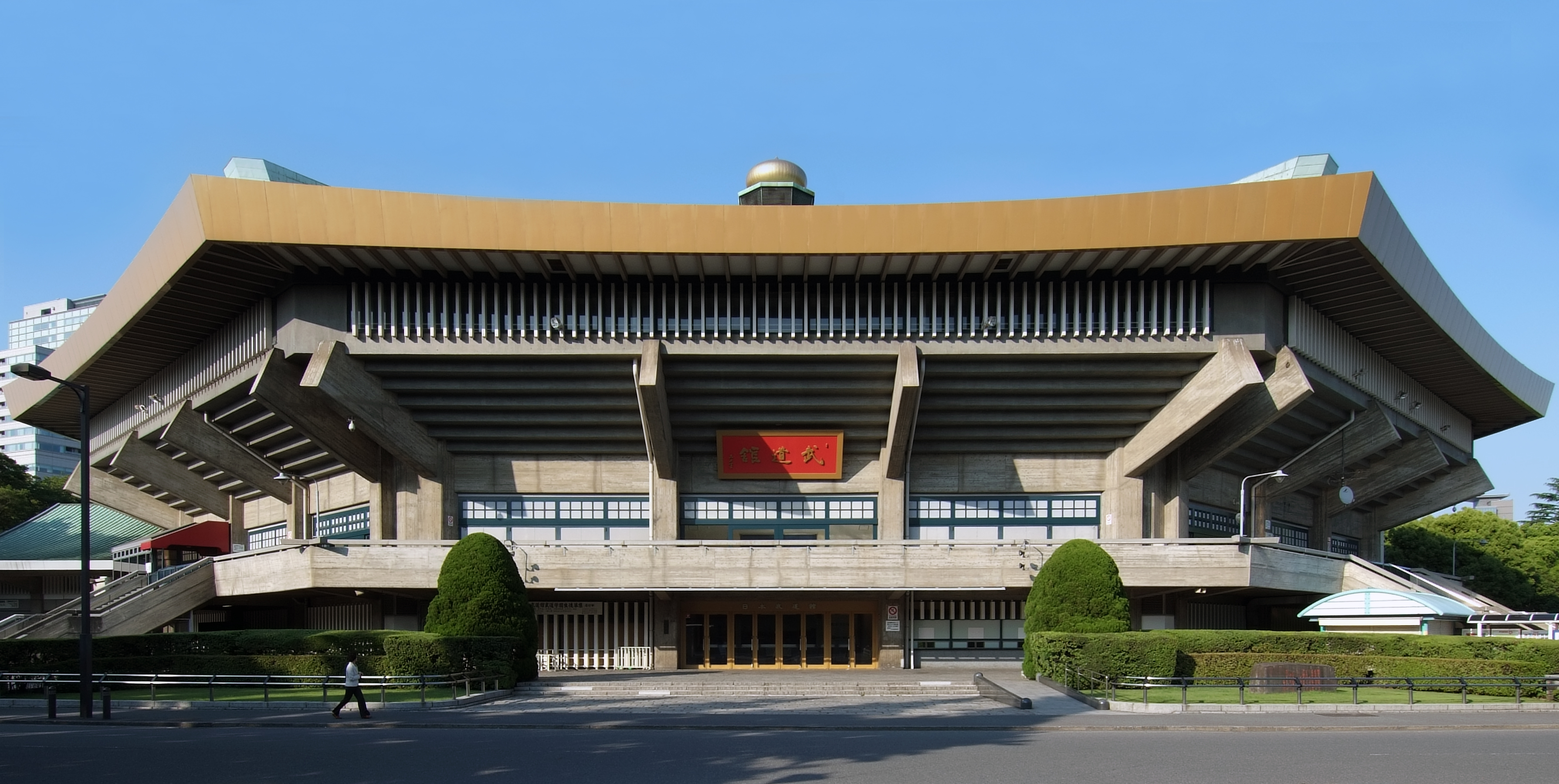
最終日（追加公演）の会場となった日本武道館

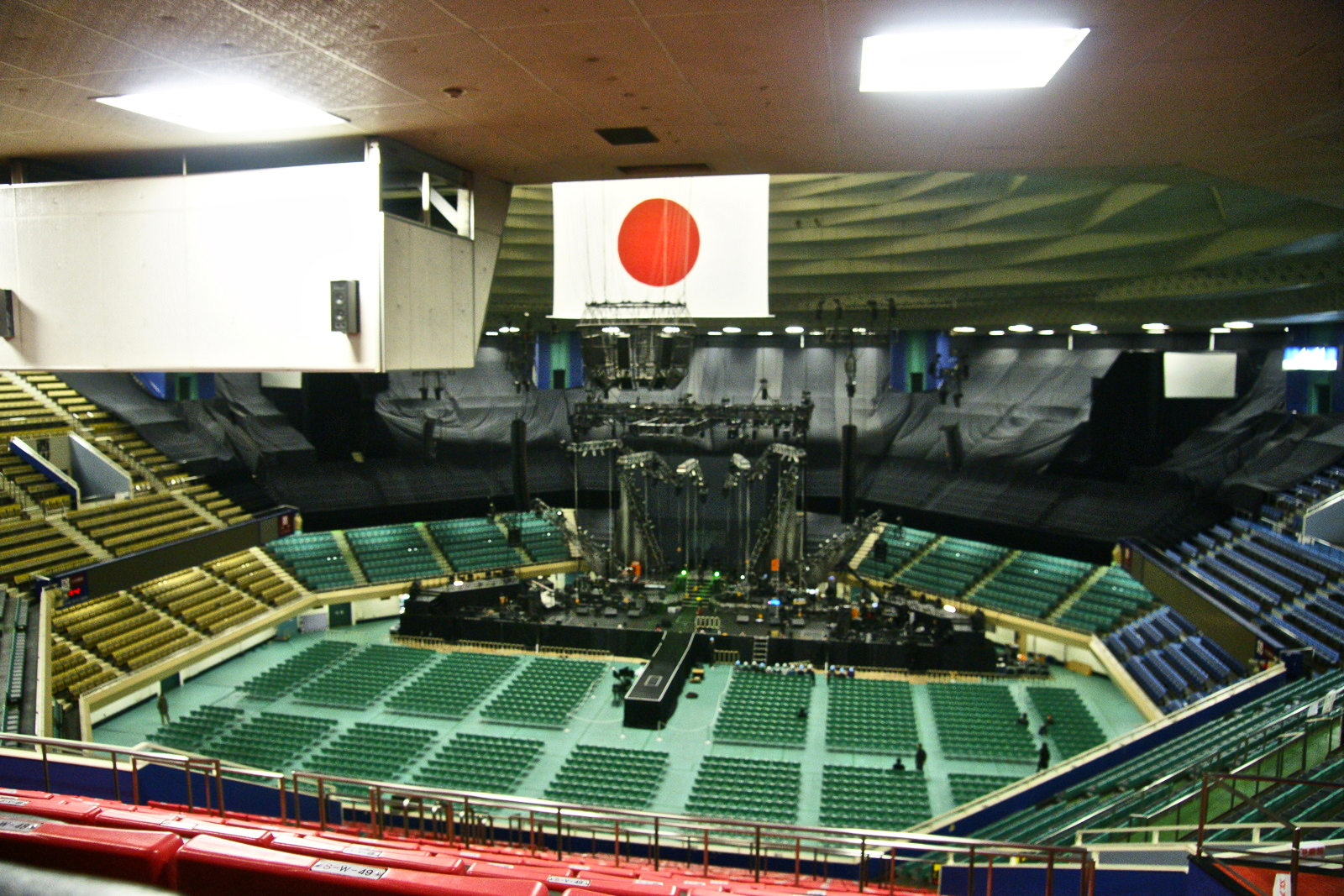
日本武道館内の日の丸

原子爆弾が投下された広島で「平和の鐘が鳴る」「蛍」、横田めぐみが拉致された新潟で「Missing Persons」など、歌のテーマとリンクする地方の会場で歌唱することがツアー中に何度かあった。桑田は前者の広島には「意図はしてないけど、ビリビリ感じるようなものがあった」「泣きそうになっちゃった」、後者の新潟には「平和の祈りとかそういうのとはまた違うものがあった」という感想を述べている。
WOWOWメンバーズオンデマンド限定番組『サザンオールスターズ「おいしい葡萄通信」』とWOWOWプライムで放送された特別番組ではリポーターとして中村アンが出演した。
藤原さくら・亀田誠治・さくまあきら・高木ブー・渋谷陽一・伊原剛志・MISIA・佐藤栞里などの著名人がこのライブに観客として訪れている。
同ツアーでヘアメイクとして同行した美容師は、愛媛では愛媛縣護國神社、武道館公演の際には靖国神社といったようにツアー会場周辺の神社に訪れ、御朱印集めをした事をツイッターで報告している。
桑田とメールでの親交がある3代目桂春蝶は5月16日の京セラドーム大阪での公演を観に行っており、自身のブログでは「今までのライブの中でも最高の感動がありました」と高く評価し、「アロエ」の歌詞の「空振りだってあるさ」を前年のライブで起きた騒動になぞらえ、「でもその空振りをたった一回してしまっただけで、無責任な人間は外野から心無い言葉で野次る」「それに対して本当のファンは桑田さんと同様に傷付いていたと思うのです」「しかしながらその傷が見事、このライブで演者とお客さん、お互い浄化された」といった発言をしている。
前年の抗議運動を起こした「牢人新聞社」主幹の渡邊昇は、発売の翌日にこのライブビデオの日本武道館公演の映像を見た事を自身が「渡邊臥龍」の名義で行っているツイッターで報告し、「桑田さんが大きな日章旗の下で熱唱されていたのを拝見しました」「昨年の抗議から謝罪までなされましたが日本人の心を持って活躍なされる事を祈ります」とコメントしており、騒動が起きた時に「今後も監視は続けていく」などと強気な姿勢を示した時と比べて態度を軟化させている節を見せている。

## チャート成績
2016年1月18日付のオリコン週間DVDランキング・週間Blu-rayランキングで、初週売上はDVDが2.7万枚、Blu-rayが3.4万枚で総合1位に初登場した。DVD総合首位は4作連続・通算5作目で、Blu-ray総合首位は2作連続・通算2作目である。また、音楽DVDとBlu-rayの売上枚数を合算した「総合ミュージック映像ランキング」でも初週6.1万枚を売り上げ、1位となり、同日付の映像ランキング主要3部門を独占した。

## 収録曲
- 特記ない限り「at DOME」（BD版Disc 1、DVD版Disc 1・Disc 2）「at 日本武道館」（BD版Disc 2、DVD版Disc 3、Disc 4）いずれも同セットリスト。DVD版は「おいしいね 〜傑作物語」以降がDisc 2・Disc 4。☆がある楽曲はアルバム『葡萄』の収録曲。（）は既発発売年。

### -at DOME & 日本武道館-（共通）
1. Tarako（1984年）
2. ミス・ブランニュー・デイ (MISS BRAND-NEW DAY)（1984年）
3. ロックンロール・スーパーマン 〜Rock'n Roll Superman〜（2005年）
MC。桑田がピックと間違えたという設定で、ご当地の名産品を持ち、観客の笑いを誘う演出が行われた[16]。
4. 青春番外地☆ （2015年）
5. イヤな事だらけの世の中で☆ （2015年）
6. バラ色の人生☆ （2015年）
7. Missing Persons☆ （2015年）
8. 平和の鐘が鳴る☆ （2015年）
9. 彼氏になりたくて☆ （2015年）
10. はっぴいえんど☆ （2015年）
11. 天井棧敷の怪人☆ （2015年）
曲開始前に『黄昏のビギン』（原曲は水原弘、ちあきなおみのカバーが広く知られている）を歌っている。
12. ワイングラスに消えた恋☆ （2015年）
メンバー紹介。桑田以外のメンバーもご当地ネタを行ったり[16]、東京ドーム公演では原が「一度でいいから見てみたい。亭主（桑田）が最後まで歌詞を間違えずに歌うとこ」と発言し会場を笑わせたり[46]、日本武道館公演ではメンバー全員でビートルズ日本公演のパロディを行うなどの趣向を凝らした演出を繰り広げた[47]。
13. HELP!
武道館公演のみでの演奏。ビートルズのカバー。
14. よどみ萎え、枯れて舞え（1984年）
15. 顔（1985年）
16. Happy Birthday（1985年）
17. 死体置場でロマンスを（1985年）
18. Computer Children（1985年）
19. 栞のテーマ（1981年）
曲開始前に「涙の海で抱かれたい 〜SEA OF LOVE〜」のカップリングであった「OH! FRESH!! 〜ドクダミ・スパークのテーマ〜」が映像付きで流れた[48]。
20. あなただけを 〜Summer Heartbreak〜（1995年）
21. 真夏の果実（1990年）
MC。桑田が一部ネットユーザーからの「この曲はいらなかった」などの意見が簡単に見られてしまう近年の情勢を語り、「ヒット曲もやりたいし、有名じゃない曲もやりたい。でも、皆さん、我々を見捨てないでください」といった事を述べ、百人一首80番（待賢門院堀河作）を朗読したうえで、「おいしいね 〜傑作物語」から「ブリブリボーダーライン」までを「いらないと言われてしまうかもしれない曲コーナー」と銘打って披露した。
22. おいしいね 〜傑作物語（1988年）
23. Soul Bomber (21世紀の精神爆破魔)（1996年）
24. 01MESSENGER 〜電子狂の詩〜（1997年）
25. ブリブリボーダーライン（1992年）
26. 道☆ （2015年）
27. 栄光の男☆ （2013年）
28. 東京VICTORY☆ （2014年）
29. アロエ☆ （2015年）
30. マチルダBABY（1983年）
31. エロティカ・セブン EROTICA SEVEN（1993年）
桑田がイントロでChoo Choo TRAIN Danceを踊る（バックモニターに自分が映っている事を利用したお遊び）、前川清口調で歌う箇所が存在するなどのお遊びが行われた。
32. ボディ・スペシャルⅡ (Body Special)（1983年）
33. マンピーのG★SPOT（1995年）
武道館公演のマンヅラ（本曲演奏時に着用する鬘）は葡萄をあしらったものであり、2013年のスタジアムツアー同様ティッシュペーパーの取り出し口が付いている。
なお、愛媛から沖縄までの公演ではマンヅラを着用しておらず、まりもっこりやゴーヤなどの各地特産やドアラ・ハリーホークといったドームをフランチャイズとするマスコットをズボンの股間部分に当てがっていた。

ENCORE
1. 匂艶 THE NIGHT CLUB（1982年）
アンコール開演前にダンサーによる寸劇が行われ、BGMとして「アブダ・カ・ダブラ (TYPE 3)」が流された。
愛媛公演から新潟公演初日までは「C調言葉に御用心」（1979年）を、新潟公演2日目のみ「チャコの海岸物語」（1982年）を「匂艶 THE NIGHT CLUB」の代わりに演奏。
2. ピースとハイライト☆ （2013年）
3. みんなのうた（1988年）
曲開始前には2008年の『真夏の大感謝祭』や2013年の『灼熱のマンピー!! G★スポット解禁!!』で歌われたCD化されていないオリジナル楽曲（「あの日から何度目の～」から始まるOVETURE[49]）を、メロディと歌詞を付け加えた形で歌唱した。
4. 蛍☆ （2013年）
曲終了後バンドメンバーで「おおブレネリ」の替え歌を歌い終演。終演後の退場曲は「アロエ」。

### ボーナスディスク（完全生産限定盤のみ）
- Document Film -サザンオールスターズとおいしい葡萄の旅- & 旅のMC集

## 参加ミュージシャン
- サザンオールスターズ
  - 桑田佳祐 - Vocal & Guitar
  - 原由子 - Keyboards & Vocal
  - 関口和之 - Bass & Chorus
  - 松田弘 - Drums & Chorus
  - 野沢“毛ガニ”秀行 - Percussion

- サポートミュージシャン
  - 斎藤誠 - Guitar & Chorus
  - 片山敦夫 - Keyboards
  - TIGER - Chorus
  - 山本拓夫 - Sax & Flute
  - 吉田治 - Sax & Flute
  - 菅坡雅彦 - Trumpet
  - 金原千恵子 ストリングス
    - 金原千恵子 - Violin
    - 矢野晴子 - Violin
    - 栄田嘉彦 - Violin
    - 桐山なぎさ - Violin
    - 桑田穣 - Violin / Viola
    - 古川原裕仁 - Viola
    - 徳高真奈美 - Viola
    - 堀沢真己 - Cello
    - 笠原あやの - Cello
    - 篠崎由紀 - Cello
    - 前田善彦 - Cello

  - 角谷仁宣 - Synth & Programming
  - 佐藤嘉風 - Chorus Support

- ダンサーズ
  - EBATO DANCING TEAM

## 映像関連
- サザンオールスターズ「おいしい葡萄の旅ライブ –at DOME & 日本武道館-」 - YouTube
- サザンオールスターズ - Document Film -サザンオールスターズとおいしい葡萄の旅- & 旅のMC集 トレーラー - YouTube
- サザンオールスターズ - 家族の居ない日、僕は着物美人の結衣さんに“葡萄 完熟ギフト”BOXをいただいた・・・ 【完全生産限定盤・特典紹介お正月トレーラー】 - YouTube
- 「東京VICTORY（at DOME）」 - YouTube
- 「アロエ（at 日本武道館） - YouTube